# Bánh tét

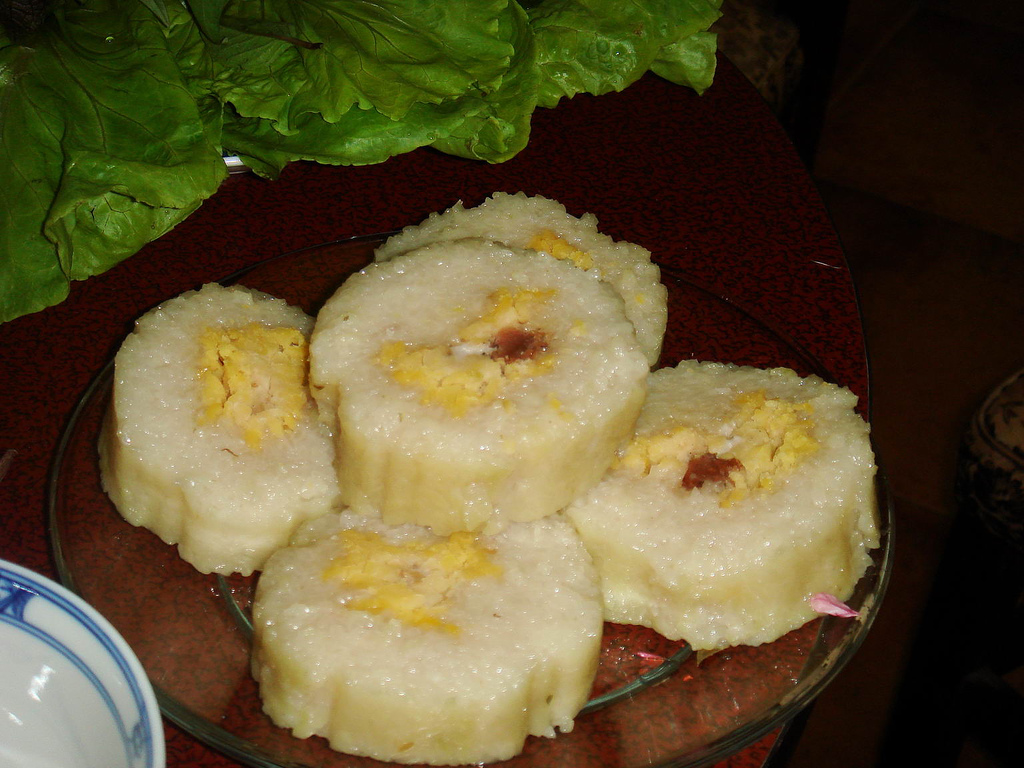
Bánh tét.

El Bánh tét es un plato vietnamita en forma de pastel y elaborado fundamentalmente con arroz glutinoso, que ha sido enrollado en una hoja de banano, adoptando una forma cilíndrica y delgada. El contenido puede ser a base de carne o verdura, como por ejemplo garbanzo verde, y se cocina al vapor. Tras haber sido cocinado, la hoja de banana se quita y el pastel se corta en rodajas en forma de rueda. Para prevenir que la hoja de banana se suelte durante la cocción, el bánh tét se enrolla varias veces con un cordel de plástico o goma durante el vaporizado.

## Variantes
El Bánh tét es tradicional en el sur de Vietnam. Una comida similar, de forma rectangular y denominada bánh chưng es el equivalente del bánh tét en el norte del país. De acuerdo con el historiador Vuong Quoc Vuong, el bánh tét es la versión original del bánh chưng. 